# Champaubert
Champaubert je francouzská obec v departementu Marne v regionu Grand Est. Žije zde 123 obyvatel.

## Geografie

### Sousední obce
| Růžice kompasu | La Chapelle-sous-Orbais | La Caure    |       | Růžice kompasu |
| Růžice kompasu | Fromentières            | Sever       | Congy | Růžice kompasu |
| Růžice kompasu | Fromentières            | Champaubert | Congy | Růžice kompasu |
| Růžice kompasu | Fromentières            | Jih         | Congy | Růžice kompasu |
| Růžice kompasu | Baye                    |             |       | Růžice kompasu |